# Punta Kurz (Alpi Pennine)
Punta Kurz (3.496 m s.l.m., in francese Pointe Marcel Kurz) è una montagna delle Alpi Pennine al confine italo-svizzero.

## Descrizione
Si trova non lontano dal colle Collon che unisce la valdostana Valpelline con la val d'Herens nel Canton Vallese.

## Storia
La montagna prende il nome da Marcel Kurz, topografo svizzero autore di guide alpinistiche. L'omonima Punta Kurz del massiccio del Monte Bianco è dedicata a suo padre Louis Kurz, alpinista al quale è attribuita la prima salita.

## Salita alla vetta
È possibile salire sulla vetta partendo dal rifugio Nacamuli al col Collon e passando dal colle Collon.